# Figueiredo (futebolista)
Lucas Figueiredo dos Santos (Rio de Janeiro, 14 de agosto de 2001), mais conhecido apenas como Figueiredo é um futebolista brasileiro que atua como atacante. Atualmente joga no América Mineiro, emprestado pelo Vasco da Gama.

## Carreira

### Início
Figueiredo nasceu Niterói, cidade do Rio de Janeiro, e começou atuando em escolinhas da cidade. Aos 11 anos entrou na base do Botafogo e ficou até os 15, tendo sido dispensado através de uma ligação telefônica. Desmotivado, ficou um tempo sem atuar por nenhum clube até entrar no Boavista, onde foi bem e destacou-se, indo para o Vasco com 16 anos de idade em 2017.

#### 2021
Fez sua estreia pelo Vasco em 3 de março, na derrota por 1–0 contra a Portuguesa na estreia do Campeonato Carioca, onde o time cruzmaltino foi completamente Sub-20. Sagrou-se campeão da Taça Rio ao bater o Botafogo nos pênaltis por 3–0, após empate por 1–1. Figueiredo entrou no decorrer da partida.
Assim como todo elenco, Figueiredo teve atuações aquém do esperado e não conseguiu ajuda o clube a retornar à Série A.

#### 2022
No início de 2022 e a pedido seu para retomar a confiança, foi inscrito e descido para o sub-20 a fim de disputar a Copinha. Seu desempenho foi excelente atuando como centroavante apesar da eliminação nas quartas, sendo o destaque do time vascaíno com a artilharia da competição juntamente com Werik, do Oeste, ambos com oito gols. Ao fim da competição, em 1 de março, seu contrato foi renovado até o fim de 2025. Com isso, retornou aos profissionais no dia 22 de janeiro junto com outros colegas por também estourar a idade limite da categoria.
Marcou seu primeiro gol profissional em sua 47ª partida, na vitória por 1–0 sobre o Bahia em jogo da Série B, onde acertou um lindo chute de fora da área que chegou a 106 km/h.
Disputou 36 dos 38 Jogos do time na Segunda Divisão, marcando quatro gols e distribuído quatro assistências, ajudando o Vasco no retorno à Série A.

#### 2023
Com renovação encaminhada desde o ano passada, foi anunciada em 12 de janeiro, até o fim de 2026, com multa de 40 milhões de euros (223,8 milhões de reais).
Chegou a 100 jogos (contando amistosos) pelo Vasco no mesmo dia de seu aniversário, em 14 de agosto, no empate em 1–1 com o Bragantino em jogo do Campeonato Brasileiro.
Contudo, não conseguiu repetir seu ano anterior, não fazendo gols em 22 jogos disputados pelo clube. Com a chegada de Ramón Díaz e novos reforços, Figueiredo perdeu a função de "coringa" que exercia com Maurício Barbieri, onde atuava em várias posições como lateral e até mesmo volante.

### Coritiba

#### 2024
O desempenho aquém no cruzmaltino o fez ser emprestado ao Coritiba até o final da Série B, sendo anunciado em 9 de janeiro. O valor de compra ao fim do empréstimo foi acordado por 3 milhões de euros (16 milhões de reais). Fez sua estreia pelo Coxa em 18 de janeiro, na vitória por 3–1 sobre o PSTC na estreia do Campeonato Paranaense. Figueiredo foi um dos destaques do time e considerado o melhor dos reforços que estrearam.
Marcou seu primeiro gol pelo clube em 26 de janeiro, no empate de 3–3 com o Londrina na 3ª rodada do Campeonato Paranaense.

### América Mineiro
Em dezembro de 2024, o Vasco acertou o empréstimo de Figueiredo ao América Mineiro para a temporada seguinte. O empréstimo será até o fim de 2025, e o time mineiro arcará com 100% do salário do atleta.

## Seleção Brasileira

### Sub-23
Foi um dos convocados para representar o Brasil nos Jogos Pan-Americanos de 2023, em Santiago. Figueiredo atuou em quatro jogos mas entrou no decorrer em três deles. Na final, apesar da vitória contra o Chile nos pênaltis por 4–2 (decorrente do empate por 1–1 no tempo normal), acabou desperdiçando sua cobrança.

## Estatísticas
Abaixo estão listados todos jogos e gols do futebolista pela Seleção Brasileira, desde as categorias de base. Abaixo da tabela, clique em expandir para ver a lista detalhada dos jogos de acordo com a categoria selecionada.

### Sub-23
| Ano   |       |      |         |
| Ano   | Jogos | Gols | Assist. |
| ----- | ----- | ---- | ------- |
| 2023  | 4     | 0    | 0       |
| Total | 4     | 0    | 0       |

|    | Data                  | Local                                             | Resultado | Adversário | Gols | Competição                   |
| -- | --------------------- | ------------------------------------------------- | --------- | ---------- | ---- | ---------------------------- |
| 1. | 26 de outubro de 2023 | Estádio Elías Figueroa Brander, Valparaíso, Chile | 2–0       | Colômbia   | 0    | Jogos Pan-Americanos de 2023 |
| 2. | 29 de outubro de 2023 | Estádio Sausalito, Viña del Mar, Chile            | 3–0       | Honduras   | 0    | Jogos Pan-Americanos de 2023 |
| 3. | 1 de novembro de 2023 | Estádio Sausalito, Viña del Mar, Chile            | 1–0       | México     | 0    | Jogos Pan-Americanos de 2023 |
| 4. | 4 de novembro de 2023 | Estádio Sausalito, Viña del Mar, Chile            | 1–1 (4–2) | Chile      | 0    | Jogos Pan-Americanos de 2023 |

## Títulos
Vasco da Gama
- Taça Rio: 2021

Seleção Brasileira Sub-23
- Jogos Pan-Americanos: 2023

### Prêmios individuais
- Artilheiro da Copa São Paulo de Futebol Júnior de 2022: 8 gols